# هنتر اندروز
هنتر اندروز (بالإنجليزية: Hunter Andrews) هو سياسي أمريكي، ولد في 28 مايو 1921 في هامبتون في الولايات المتحدة، وتوفي في 13 يناير 2005. حزبياً، نشط في الحزب الديمقراطي. وقد انتخب عضو مجلس ولاية فرجينيا.